# 桃園市平鎮區北勢國民小學
桃園市立北勢國民小學，簡稱北勢國小，為位於桃園市平鎮區的一所小學。北勢國小設立於1985年，現任校長為劉俊宏，校園面積約3.29公頃；於2017年的統計:設有國小38班，附設幼兒園3班，學生人數1048人。

## 學區
包含平鎮區金陵里、北貴里、北華里、北富里、北興里、新貴里、新富里、龍恩里。

## 外部連結
- 官方网站